# Fissurella afra
Fissurella afra là một loài ốc biển, là động vật thân mềm chân bụng sống ở biển thuộc họ Fissurellidae.

## Phân bố
Điều đặc biệt của các loài động vật thân mềm bản địa củaquần đảo của the Archipelago hay Capo Verde, đặc biệt là của St. Iago .